# Alpexpo
Alpexpo est un centre d'exposition et de congrès ouvert en 1968, situé avenue d'Innsbruck à Grenoble. Depuis 2003, l'édifice est labellisé « patrimoine du XXe siècle » de Grenoble. Pensé et construit par l'architecte  Jean Prouvé en 1968, ce complexe fut par la suite agrandi par Claude Prouvé.

## Historique
Achevé en décembre 1967 pour sa structure et début février 1968 pour ses finitions, ce palais des expositions a vu sa première utilisation dans la réception des visiteurs le 6 février 1968 lors des jeux olympiques d'hiver, grâce à sa proximité avec la gare olympique provisoire et avec le stade d'ouverture des jeux. L'immense hall reçoit des boutiques de luxe présentes durant toute la période olympique, ainsi que le studio délocalisé d'Europe 1 avec ses 72 personnes venant des studios parisiens et équipées de 24 tourne-disques. Selon le quotidien local, le Dauphiné libéré du 20 février 1968, ce centre d'exposition a reçu entre 600 000 et 800 000 visiteurs pendant cette période olympique.
Dès le 24 mars 1968, Alpexpo prend le relais des expositions grenobloises organisées jusqu'alors dans les bâtiments du parc Paul-Mistral, en organisant son premier grand évènement, le XIe salon international des sports d'hiver. Le Secrétaire d'État à l'Économie et aux Finances Roland Nungesser inaugure ce salon qui dure 5 jours.
Le 26 février 2018, afin de célébrer le cinquantième anniversaire des Jeux olympiques de Grenoble, les athlètes français des Jeux olympiques d'hiver de 2018 à Pyeongchang reviennent fêter leurs résultats à Grenoble lors d'une réception à Alpexpo.
Le 1er janvier 2019, la ville de Grenoble jusqu'alors majoritaire de la société publique locale chargée d'Alpexpo, vend ses parts principalement à la région Auvergne-Rhône-Alpes et à la métropole de Grenoble. À l'issue de l'opération, la région détient 51 % des parts, la métropole 35 %, le département de l'Isère 5 % et la ville en conserve 9 %. Simultanément, un plan d'investissement de 21 millions d'euros est annoncé afin de rénover et moderniser l'équipement ainsi qu'un plan de redressement des comptes après des années de déficit soulignées par la chambre régionale des comptes de 2009 à 2017.

## Descriptif
Situé à l'origine en 1968 sur une partie de l'ancien aéroport de Grenoble-Mermoz, le complexe s'étend sur 20 000 m2 et possède 7 000 m2 d'annexes. Dans le contexte du déroulement du premier symposium français de sculpture organisé à Grenoble en 1967, une œuvre d'art abstrait appelée le germinal est installée près de son entrée représentant globalement une sphère autour de laquelle gravitent divers objets. Elle a un poids de 2,5 tonnes d'acier inoxydable et a été réalisée par le sculpteur Claude Viseux. Le carrefour giratoire desservant l'entrée d'Alpexpo accueille en son centre le mat olympique utilisé lors de la cérémonie d'ouverture des Jeux olympiques d'hiver de 1968.

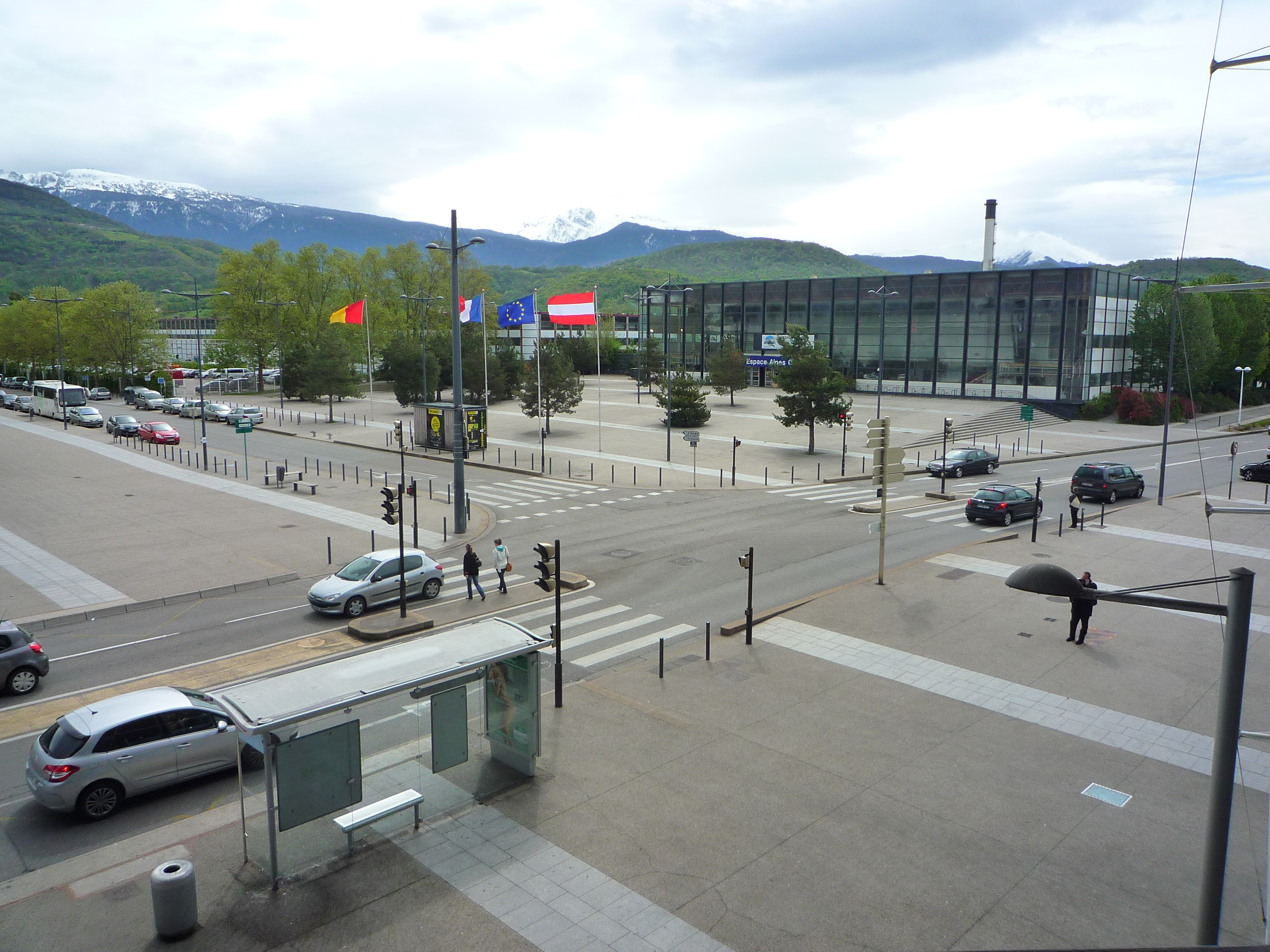
Parvis d'entrée d'Alpes-Congrès le long de l'avenue d'Innsbruck.

Le complexe actuel, après la construction en 1974 d'Alpes congrès et d'un autre agrandissement à la fin des années 1980, s'étend sur 44 957 m2 pour sa partie expositions. Créé par les architectes Jean Prouvé et son fils Claude Prouvé, assistés de Serge Binotto et par les ingénieurs Léon Pétroff et Louis Fruitet, il dispose d'un espace restauration et d'un parking de plus de 4 000 places mais auquel peuvent venir s'ajouter les parkings du centre commercial Grand'Place à proximité. L'architecture est très moderne, tout en verre et en transparence. Alpexpo est à l'image du bâtiment qui l'abrite : un espace ouvert, dynamique et exemplaire par sa modularité. La hauteur minimale est de 7 mètres pouvant être portée à 8,5 mètres pour des zones de 36 m par 36 m entre 4 points d'appui.
Depuis 1996, le principal hall porte le nom de Jean Marandjian, en hommage à cet ancien directeur d'Alpexpo, mort prématurément à 53 ans.
Plusieurs autres salles permettent d'accueillir des conférences, des congrès, des foires et salons dans un bâtiment distinct appelé Alpes-Congrès ou encore des spectacles grâce à une partie de l'agrandissement qui permet d'ouvrir en 1988 une salle spécialement consacrée à la musique, le Summum. Cependant, avant l'ouverture de cette salle, de nombreux groupes se sont produits dans les années 1970 et 1980 à Alpexpo comme a-ha, AC/DC, ZZ Top, The Cure, Scorpions, Iron Maiden, Status Quo ou Nightmare.

## Foires et expositions
Alpexpo Grenoble organise de nombreux salons et manifestations dont notamment la Foire de Grenoble, Artisa, Créativa, Naturissima, le salon de Printemps et Mountain Planet. En matière scientifique, Alpexpo accueille deux salons d'envergure avec Semicon Europa (2014 et 2016) organisé en alternance avec la ville de Dresde et IoT Planet l'un des plus grands salons européens lié à l'internet des objets[réf. nécessaire]. Depuis son quarantième anniversaire en 2014, le salon de l'aménagement en montagne a pris l'appellation de Mountain Planet. Ce salon accueille 750 exposants de 59 pays sur une superficie de 42 000 m2.
Lors de la Foire de Grenoble, téléGrenoble Isère y installe un plateau technique afin d'enregistrer au milieu du public certaines de ses émissions.
Alpexpo accueille parfois le concours de la PACES (première année commune aux études de santé) qui se déroule en deux parties, l'une a lieu en janvier et l'autre en mai. Le concours rassemble plus de 1 600 étudiants.

## Vaccination contre la covid-19
Afin de permettre la vaccination de milliers de personnes chaque semaine contre la covid-19, Alpexpo est transformé le 9 avril 2021 en « vaccinodrome », inauguré par le ministre de la Santé Olivier Véran.

## Accès
Le centre est desservi par la ligne A du tramway et par les lignes de bus C3, 65 et 67. Par voie routière, Alpexpo est desservi par l'échangeur no 6 de la rocade sud de Grenoble.